# Хирів (пункт контролю)
49°31′51″ пн. ш. 22°51′12″ сх. д. / 49.53083° пн. ш. 22.85333° сх. д.
Хи́рів — пункт контролю через державний кордон України на кордоні з Польщею.
Розташований у Львівській області, Самбірський район, у місті Хирів (автошлях Т 1401) на однойменній залізничній станції. З польського боку розташований пункт контролю «Коростенко» в напрямку Устриків-Долішніх.
Вид пункту пропуску — залізничний. Статус пункту пропуску — міжнародний.
Характер перевезень — пасажирський.
Окрім радіологічного, митного та прикордонного контролю, пункт контролю «Хирів» може здійснювати санітарний, фітосанітарний та ветеринарний контроль.
Пункт контролю «Хирів» входить до складу митного посту «Смільниця» Львівської митниці. Код пункту пропуску — 20911 08 00 (12).